# Wapen van Piaam

Wapen van Piaam

Het wapen van Piaam is het dorpswapen van het Nederlandse dorp Piaam, in de Friese gemeente Súdwest-Fryslân. Het wapen werd in 1969 geregistreerd.

## Beschrijving
De blazoenering van het wapen in het Fries luidt als volgt:
Yn blau seis sulveren einen mei gouden snaffels, trije, twa en ien.
De Nederlandse vertaling luidt als volgt: 
In blauw zes zilveren eenden met gouden snavels, drie, twee en een.
De heraldische kleuren zijn: azuur (blauw), zilver (zilver) en goud (goud).

## Symboliek

Eenden: verwijzen naar de eendenkooien bij de buurtschap Kooihuizen ten zuiden van Piaam.